# Thoisy-le-Désert
Thoisy-le-Désert är en kommun i departementet Côte-d'Or i regionen Bourgogne-Franche-Comté i östra Frankrike. Kommunen ligger i kantonen Pouilly-en-Auxois som tillhör arrondissementet Beaune. År 2022 hade Thoisy-le-Désert 215 invånare.

## Befolkningsutveckling
Antalet invånare i kommunen Thoisy-le-Désert
Referens:INSEE